# Christian Kølle
Claus Christian Kølle (8. april 1858 i Bandholm – 16. oktober 1940 i København) var en dansk litograf.
Han var søn af skibsfører Oluf Kølle og Christiane Charlotte Amalie f. Meyer, blev udlært i C.M. Tegners Institut 1872-76 og gik samtidig på Teknisk Skole, hvorfra han tog afgang 1875, og Kunstakademiet 1876-77. Med økonomisk støtte fra Den Reiersenske Fond og Indenrigsministeriet arbejdede Kølle i årene 1881-86 i forskellige europæiske byer og 1892-93 i New York.
Han har udført en del portrætter og desuden arbejdet for de to vittighedsblade Punch og Puk.
Han er begravet på Hellebæk Kirkegård.